# Jada Bui
Jada Bui (* 8. Februar 2002 in Toronto) ist eine kanadische Tennisspielerin.

## Karriere
Bui spielt vor allem auf der ITF Women’s World Tennis Tour, wo sie aber noch keinen Turniersieg erringen konnte.
2018 erhielt sie eine Wildcard für die Qualifikation zum Coupe Banque Nationale, wo sie aber bereits in der ersten Runde an Maria Mateas mit 4:6 und 1:6 scheiterte.
2019 trat sie bei den Panamerikanische Spielen an. Im Dameneinzel erreichte sie das Viertelfinale, im Damendoppel schied sie mit ihrer Partnerin Alexandra Vagramov bereits in der ersten Runde aus.
Bei den Australian Open 2020 trat sie im Juniorinneneinzel und mit Mélodie Collard im Juniorinnendoppel an, scheiterte aber in beiden Wettbewerben bereits in der ersten Runde.
Ihre besten Platzierungen in der Weltrangliste erreichte sie jeweils zum Jahresbeginn 2019, wo sie im Einzel auf Position 741 und im Doppel auf 824 gelistet war.
Jada Bui war Mitglied im Team Canada für die Olympischen Sommerspiele 2021 in Japan.
Ihr bislang letztes internationale Turnier spielte Bui im Oktober 2022. Sie wird daher nicht mehr in der Weltrangliste geführt.

## Persönliches
Jada Bui wohnt in Pickering, Ontario.